# Annonoideae
 (juin 2024).
La mise en forme du texte ne suit pas les recommandations de Wikipédia : il faut le « wikifier ».
Les points d'amélioration suivants sont les cas les plus fréquents :
- Les titres sont pré-formatés par le logiciel. Ils ne sont ni en capitales, ni en gras.
- Le texte ne doit pas être écrit en capitales (les noms de famille non plus), ni en gras, ni en italique, ni en « petit »…
- Le gras n'est utilisé que pour surligner le titre de l'article dans l'introduction, une seule fois.
- L'italique est rarement utilisé : mots en langue étrangère, titres d'œuvres, noms de bateaux, etc.
- Les citations ne sont pas en italique mais en corps de texte normal. Elles sont entourées par des guillemets français : « et ».
- Les listes à puces sont à éviter, des paragraphes rédigés étant largement préférés. Les tableaux sont à réserver à la présentation de données structurées (résultats, etc.).
- Les appels de note de bas de page (petits chiffres en exposant, introduits par l'outil «  Source ») sont à placer entre la fin de phrase et le point final[comme ça].
- Les liens internes (vers d'autres articles de Wikipédia) sont à choisir avec parcimonie. Créez des liens vers des articles approfondissant le sujet. Les termes génériques sans rapport avec le sujet sont à éviter, ainsi que les répétitions de liens vers un même terme.
- Les liens externes sont à placer uniquement dans une section « Liens externes », à la fin de l'article. Ces liens sont à choisir avec parcimonie suivant les règles définies. Si un lien sert de source à l'article, son insertion dans le texte est à faire par les notes de bas de page.
- La présentation des références doit suivre les conventions bibliographiques. Il est recommandé d'utiliser les modèles {{Ouvrage}}, {{Chapitre}}, {{Article}}, {{Lien web}} et/ou {{Bibliographie}}. Le mode d'édition visuel peut mettre en forme automatiquement les références.
- Insérer une infobox (cadre d'informations à droite) n'est pas obligatoire pour parachever la mise en page.

Pour une aide détaillée, merci de consulter Aide:Wikification.
Si vous pensez que ces points ont été résolus, vous pouvez retirer ce bandeau et améliorer la mise en forme d'un autre article.
Sous-famille
Tribus de rang inférieur
- Annoneae
- Bocageeae
- Duguetieae
- Guatterieae
- Monodoreae
- Uvarieae
- Xylopieae

Les Annonoideae sont une sous-famille de plantes à fleurs de la famille des Annonaceae.

## Liste des tribus et genres

### AnnoneaeEndlicher 1839
Genres :
- Annona L. (syn. Rollinia A. St.-Hil.)
- Anonidium Engl. & Diels
- Asimina Adans. (syn. Deeringothamnus Small)
- Diclinanona Diels
- Disepalum Hook. f.
- Goniothalamus (Blume) Hook.f. & Thomson (synonym Richella A.Gray)
- Neostenanthera Exell (syn. Boutiquea Le Thomas)

### BocageeaeEndlicher 1839

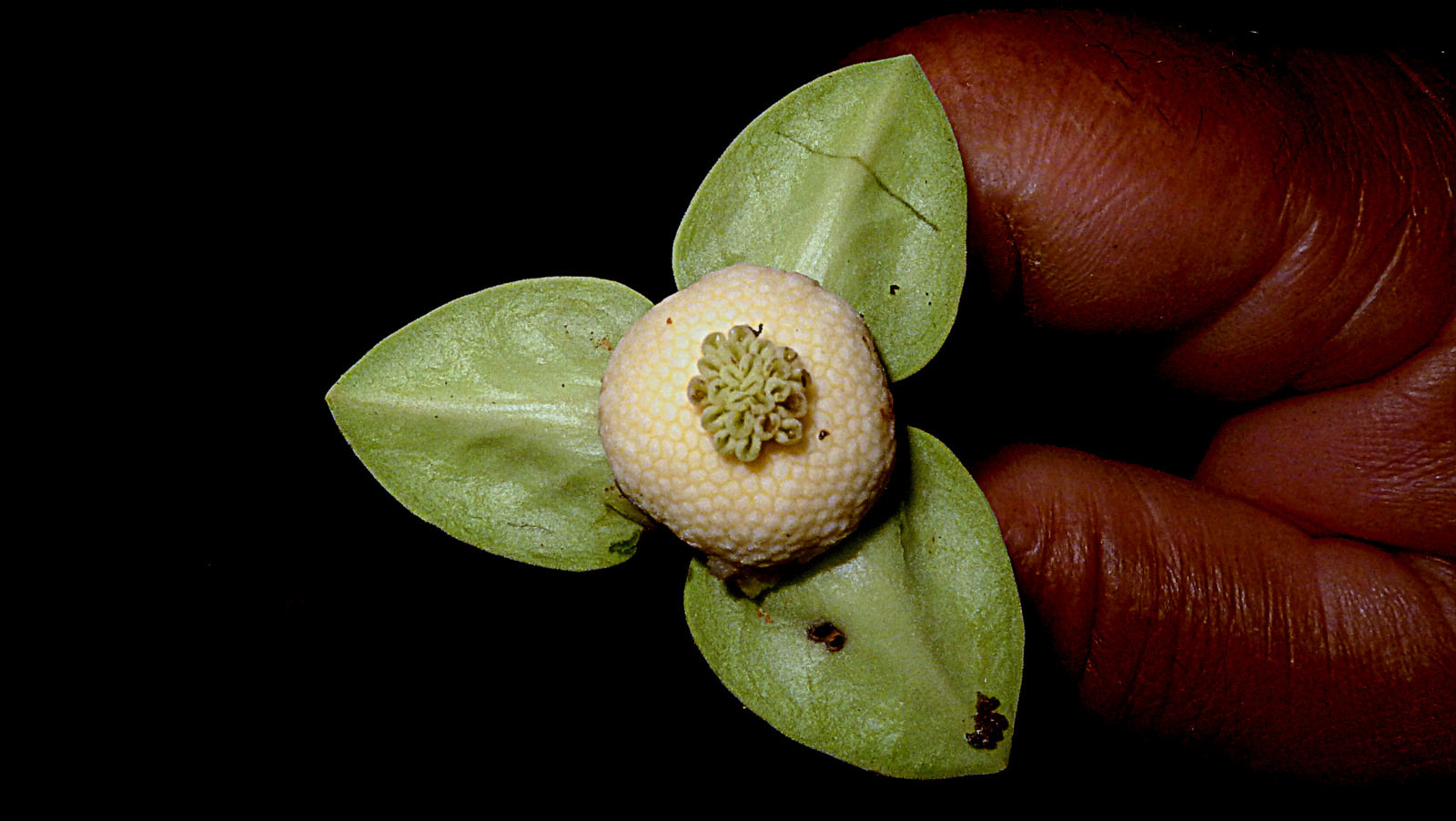
Cymbopetalum brasiliense.

Genres :
- Bocagea A.St.-Hil.
- Cardiopetalum Schltdl.
- Cymbopetalum Benth.
- Froesiodendron R.E.Fr.
- Hornschuchia Nees
- Mkilua Verdc.
- Porcelia Ruiz & Pav.
- Trigynaea Schltdl.

### DuguetieaeChatrou & Saunders 2012

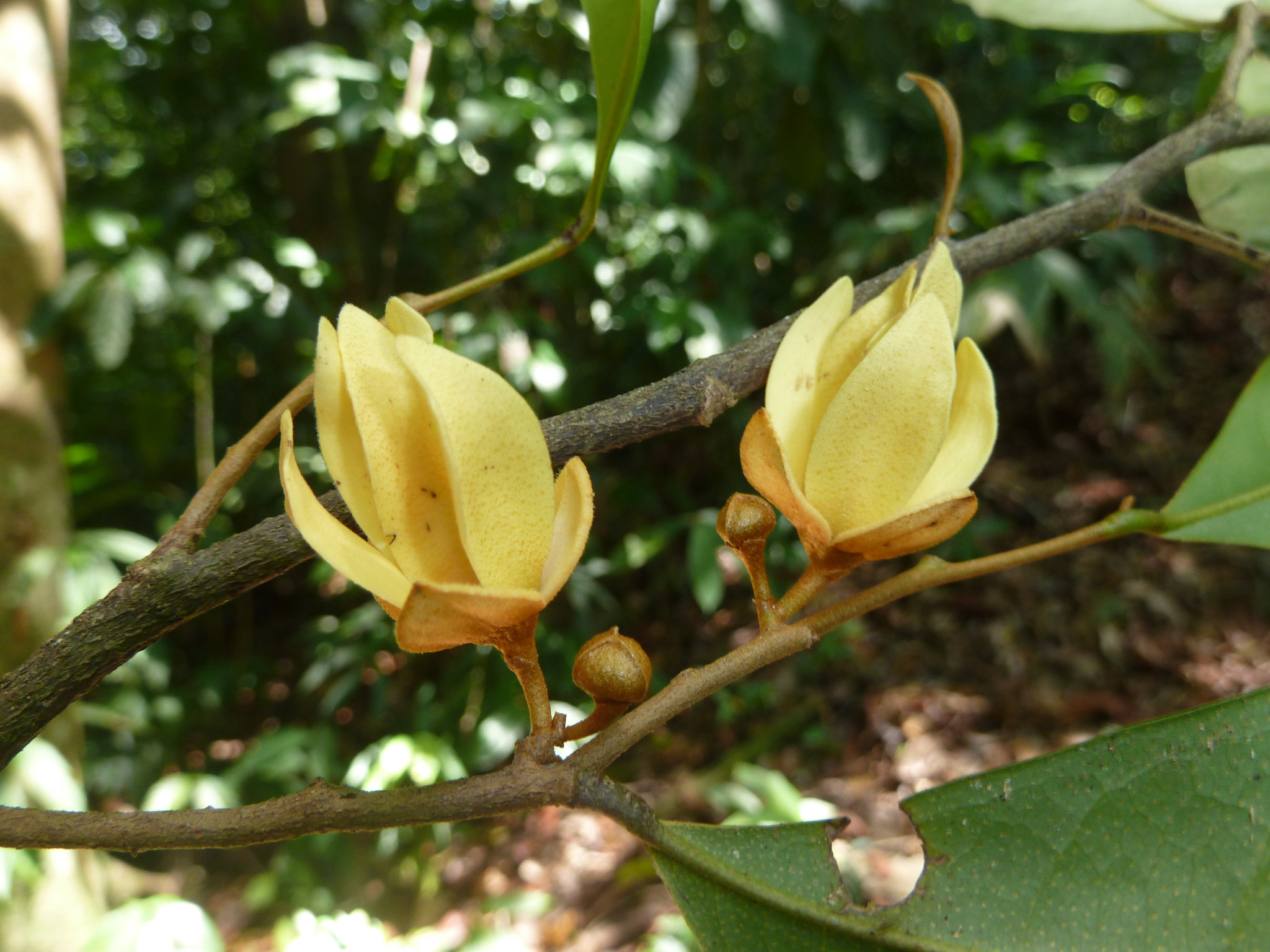
Duguetia confusa.

Genres :
- Duckeanthus R.E.Fr.
- Duguetia A.St.-Hil.
- Fusaea (Baill.) Saff.
- Letestudoxa Pellegr.
- Pseudartabotrys Pellegr.

### GuatterieaeHooker & Thomson 1855
Genre :
- Guatteria Ruiz & Pav.

### MonodoreaeBaill. 1868

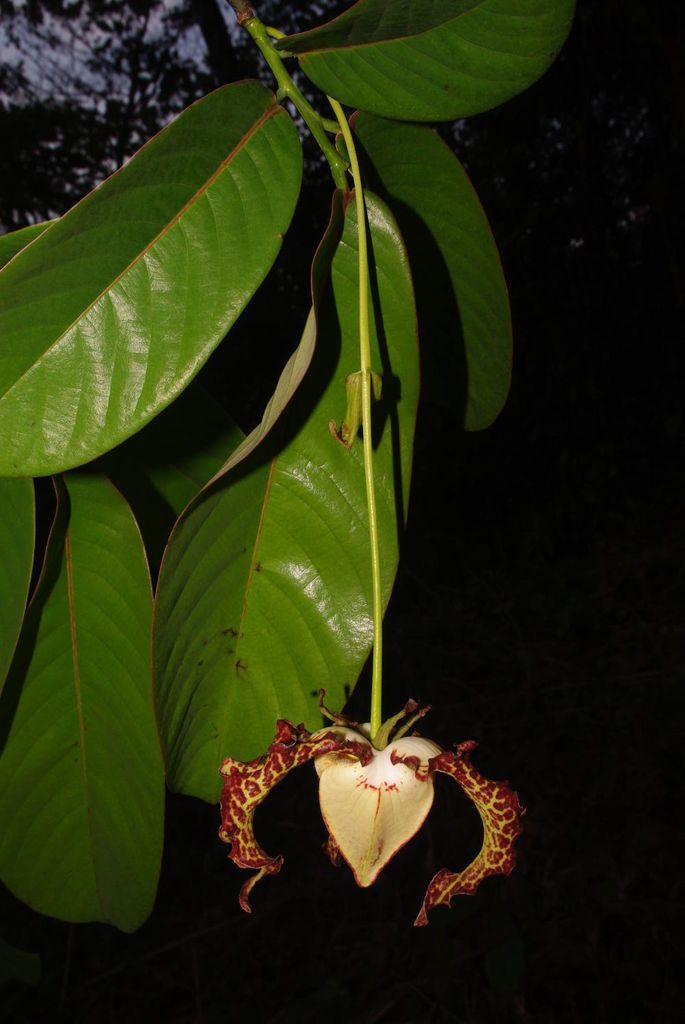
Monodora myristica.

Genres :
- Asteranthe Engl. & Diels
- Dennettia Baker f.[1]
- Hexalobus A.DC.
- Isolona Engl.
- Lukea Cheek & Gosline[1]
- Mischogyne Exell
- Monocyclanthus Keay
- Monodora Dunal
- Uvariastrum Engl.
- Uvariodendron (Engl. & Diels) R.E.Fr.
- Uvariopsis Engl.

### OphrypetaleaeDagallier & Couvreur 2023
Genres :
- Ophrypetalum Diels
- Sanrafaelia Verdc.

### UvarieaeHooker & Thomson 1855
Genres :
- Afroguatteria Boutique
- Cleistochlamys Oliv.
- Dasymaschalon (Hook.f. & Thomson) Dalla Torre & Harms
- Desmos Lour.
- Dielsiothamnus R.E.Fr.
- Fissistigma Griff.

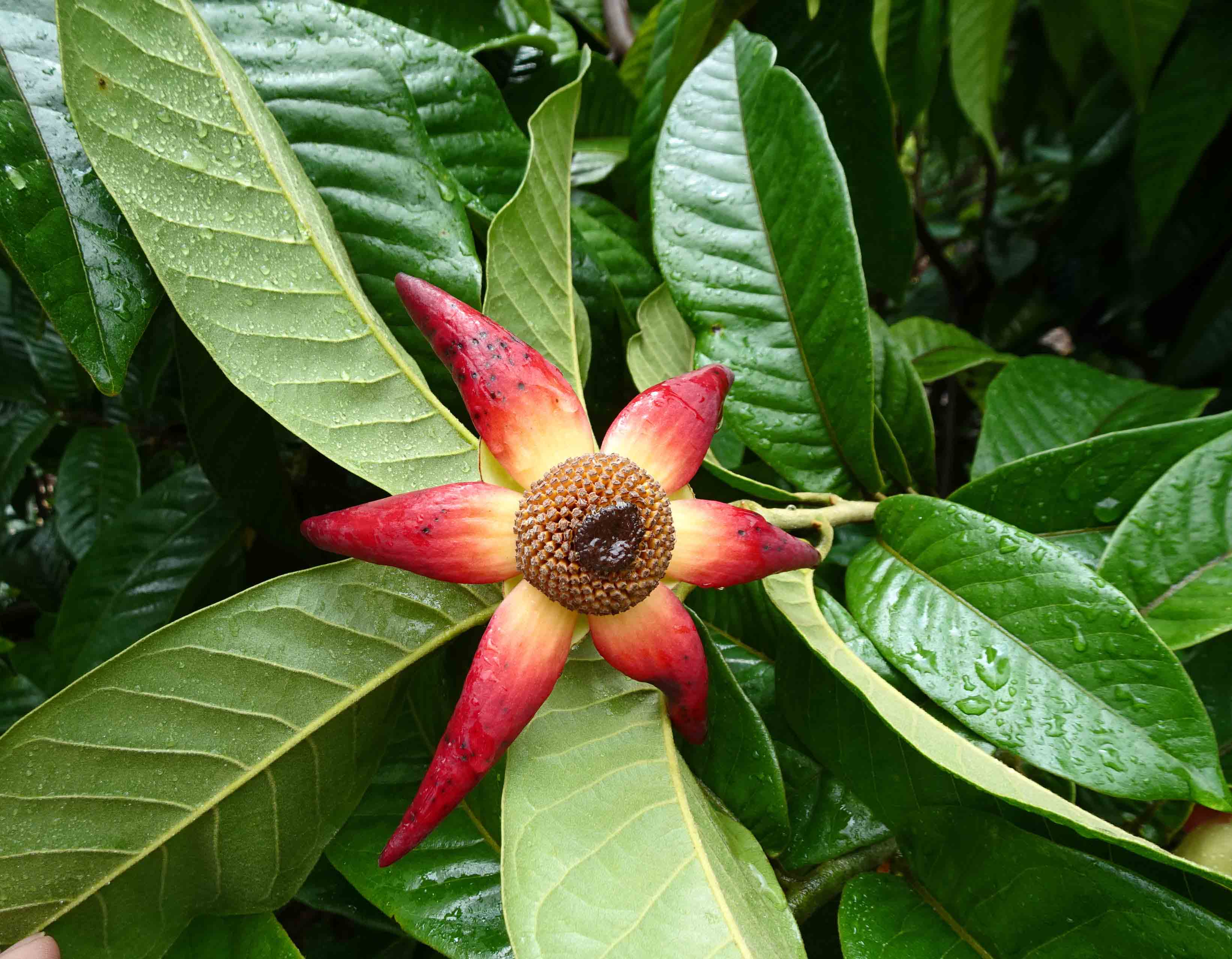
Uvaria grandiflora.

- Friesodielsia Steenis (syn. Schefferomitra Diels)
- Monanthotaxis Baill.
- Pyramidanthe Miq. (syn. Mitrella Miq.)[2]
- Sphaerocoryne (Boerl.) Ridl.
- Toussaintia Boutique
- Uvaria L. (sy. Balonga Le Thomas et Melodorum Lour.)

### XylopieaeEndlicher 1839
Genres :
- Artabotrys R.Br.
- Xylopia L.

## Publication originale
- Rafinesque, C.S. 1815. Analyse de la Nature 175.